# Sölden, Breisgau-Hochschwarzwald
Sölden là một thị xã thuộc huyện Breisgau-Hochschwarzwald bang Baden-Württemberg phía nam nước Đức. Đô thị Sölden, Breisgau-Hochschwarzwald có diện tích 3,8 km², dân số thời điểm 31 tháng 12 năm 2020 là 1271 người.